# Казаков, Владимир Иванович
Влади́мир Ива́нович Казако́в (22 июня 1950, Ейск, Краснодарский край — 8 апреля 2001, Краснодар) — советский футболист, полузащитник и нападающий.

## Карьера
Начинал карьеру в клубе «Урожай» из Славянска-на-Кубани. В 1970 году перешёл в московский «Спартак», в составе которого дебютировал в Высшей лиге СССР 26 апреля. Однако этот матч стал для него единственным за москвичей в чемпионате, в котором они стали бронзовыми призёрами. Ещё 1 встречу за «красно-белых» провёл в Кубке СССР.
С 1972 по 1976 защищал цвета «Кубани», сыграл 145 матчей, в которых забил 17 голов, и стал в 1973 году чемпионом РСФСР. В 1978 году провёл ещё один сезон за «Кубань», в 32 встречах забил 1 мяч. Всего в составе «жёлто-зелёных» сыграл 177 матчей и забил 18 голов в первенстве, и ещё 4 встречи провёл в Кубке СССР.

## Достижения
- Чемпион РСФСР: 1973